# Магахи
Мага́хи (Bihari, Magadhi, Magahi, Magaya, Maghai, Maghaya, Maghori, Magi, Magodhi, Megahi) — язык восточной группы индоарийских языков, на котором говорят около 18 миллионов человек в Индии. Близок к языкам бходжпури и майтхили; образует вместе с ними (и несколькими менее распространёнными языками) группу бихарских языков, которые иногда рассматриваются как единый язык бихари.
Магахи является родным для 13 миллионов человек и употребляется в штате Бихар, а именно в округах Патна, Гая, Аурангабад, Джеханабад, Наланда и соседних. Также на нём говорят на территориях Хазарибагха, Гиридиха, Паламау, Мунгера, Бхагалпура и Малды в штатах Джаркханд (плато Чхота-Нагпур) и Западная Бенгалия. Основной письменностью языки магахи является деванагари, хотя иногда используется и кайтхи.
Ранее магахи ошибочно считали диалектом хинди, однако недавно доказано, что он относится к восточной группе индоарийских языков и имеет общее происхождение с бенгали, ория и ассамским языком.
Магахи имеет богатую и древнюю эпическую традицию (народные песни и былины). Язык-предшественник магахи — пракрит магадхи был распространен в королевстве Магадха. Поскольку Будда жил на территории Магадха, предполагается, что пракрит магадхи был языком, на котором он говорил.